# Andries Makkenze
Andries Makkenze (Dirksland, 22 juli 1854 – Nieuw-Beijerland, 16 januari 1921) was een Nederlands predikant die verbonden was aan het kerkverband van de Gereformeerde Gemeenten. Van zijn hand verschenen relatief veel preken in druk. 

## Biografie
Makkenze was een zoon van Hendrik Makkenze en Bastiaantje Schans. Hoewel het gezin waarin hij opgroeide niet-godsdienstig was, kwam Andries zelf op 20-jarige leeftijd tot een christelijke levensovertuiging. Nadat hij in het huwelijk was getreden met Klaartje Leentje Winkelhof, kreeg hij in 1883 een aanstelling als voorganger in een Ledeboeriaanse gemeente in IJsselstein, in 1885 in Alkmaar. In 1889 vertrok Makkenze naar een kruisgemeente in Enkhuizen, die er voor gekozen had na de landelijke vereniging met de christelijke afgescheidenen in 1869 zelfstandig te blijven. De gemeente stond in contact met andere vrije gemeenten in Delft, Vlaardingen, Dirksland en Lemmer. Makkenze nam in 1893 een beroep naar Dirksland aan waar hij zestien jaar werkzaam zou zijn. Makkenze, die theologisch een autodidact was, ontwikkelde zich tot een bedreven predikant. Zijn eerste in druk verschenen preken werden door gemeenteleden opgeschreven. 
Makkenze bewoog zich voor 1907 als voorganger vrij soepel tussen de Ledeboeriaanse gemeenten en verschillende vrije gereformeerde gemeenten. Ook waren er contacten met de kruisgemeenten rond ds. Elias Fransen. Rond 1901 werd gesproken over vereniging. Van de Christelijke Gereformeerde Kerk tussen 1869 en 1892 en de Gereformeerde Kerken na 1892 hield Makkenze zich afzijdig, omdat hier "Arminius en Pelagius de broederhand gereikt werd" naar zijn mening. 
In 1907 deed ds. Kersten het verzoek aan Makkenze en diens gemeente in Dirksland, om zich bij het in datzelfde jaar gevormde kerkverband van de Gereformeerde Gemeenten aan te sluiten. Dirksland gaf hier aanvankelijk geen gehoor aan, maar ds. Makkenze wel toen hij een beroep aannam naar de Gereformeerde Gemeente van Meliskerke in 1909. Na een half jaar besloot zijn voormalige gemeente alsnog zijn voorbeeld te volgen. 
Makkenze diende na zijn verblijf in Meliskerke nog de gemeenten Tholen, Bruinisse, Ridderkerk en Nieuw-Beijerland. Per 1 oktober 1920 ontving hij emeritaat en kort daarna is hij overleden op 16 januari 1921. Zijn begrafenis werd geleid door ds. G.H. Kersten. Tijdens de begrafenis sprak de christelijke gereformeerde predikant P. de Smit, ds. J.R. van Oordt en ouderling A. van Bockhove. 

#### Geschriften van A. Makkenze
- Het zoeken en vinden van den Heere Jezus, Spreuken 8: 35 (z.j.)
- De grondslag van de vastigheid van de zaligheid van de van God verordineerde zondaren, Romeinen 8: 29 en 30 (z.j.)
- Gods vrijmachtige genade in Christus, verheerlijkt in de bekering van Paulus, Handelingen 9: 1-6 (1895)
- Den christen zijn enige troost, 2 Samuel 7: 13 (1895)
- Een ernstige levensvraag (z.j.)
- Een geschonken geneesmiddel tegen een verborgen krankheid, 2 Korinthe 1: 9, 13 (1895)
- De onmisbaarheid van de Heilige Geest, Handelingen 19: 20 (z.j.)
- Een genadig voorrecht en een heilzame levensdaad, Johannes 1: 44b (z.j.)
- Een zalige gemeenschap, welke bestaat uit een innige vereniging, Hooglied 2: 16 (z.j.)
- Een zekere gang en een gewisselijk doorkomen, Psalm 23: 4a (z.j.)
- Een heerlijk eigendom en een gegronde hope, Klaagliederen 3: 24 (z.j.)
- De geboorte van den Heere Jezus Christus, Lukas 2: 6-7 (1895)
- Een volkomen veiligheid tegenover bestendig gevaar, 1 Petrus 1: 5) (z.j.)
- De enige troost in benauwde tijden, Psalm 33: 13-18 (z.j.)
- Afscheidsrede in de Gereformeerde Gemeente onder 't Kruis te Dirksland (z.j.)
- Sprekende nadat hij gestorven is, 6 preken (1921)
- Christus weggeleid, Johannes 19: 16-17 (1932)
- Den treurige Sions getroost, 6 preken (herdruk 1979)
- Voor gezette tijden, 12 preken (herdruk 1979)
- In Uw licht zien wij het licht, 11 preken (herdruk 1987)

#### Over Makkenze geschreven
- Haas, Joh. de Gedenk uw voorgangers II (Houten, 1984) pp. 242-243
- Kersten, G.H. De bedroefden om der bijeenkomst wil, (Utrecht 1985) pp. 141-146 ISBN 90 336 0175 3
- Bel, A. Predikanten en Oefenaars II (Houten, 1993) pp. 147-152 ISBN 90 331 0675 2
- Belzen J. van Dag en nacht in Zijn tempel. Leven en werk van ds. A. Makkenze (1854-1921) (Barneveld, 2000) ISBN 9789 05551 1624